# US Rumelange
Union Sportive Rumelange, abreviat US Rumelange, este o echipă de fotbal din orașul Rumelange, Luxemburg. Evoluează în Divizia Națională, dar și în Cupa Luxemburgului.